# Unyeon (métro d'Incheon)
Unyeon (hangeul : 검단오류 ; hanja : 黔丹梧柳), est la station terminus sud-est de la Ligne 2 du métro d'Incheon. Elle est située au 1229 Maesohol-ro, quartier Unyeon-dong dans le district Namdong-gu de la ville d'Incheon, à l'ouest de Séoul, en Corée du Sud.
Ouverte en 2016, la station est desservie par les rames qui circulent sur la ligne 2 du métro d'Incheon qui fait partie du régime tarifaire du réseau du métro de Séoul.

## Situation sur le réseau

Plan du réseau (2023)

La station établie en souterrain Unyeon est la station terminus sud-est de la Ligne 2 du métro d'Incheon, elle est située avant la station Incheon Grand Park, en direction du terminus nord-ouest Geomdan Oryu.

## Histoire
La station Unyeon, terminus sud-est de la ligne 2 du métro d'Incheon, est mise en service le 30 juillet 2016, lors de l'ouverture à l'exploitation de ligne, longue de 29,3 km et comportant 27 stations, jusqu'à la station terminus nord Geomdan Oryu,,.